# 博尔多格
博尔多格，是匈牙利赫维什州所辖的一个村。总面积26.74平方公里，总人口3041，人口密度113.7人/平方公里（2011年1月1日）。